# Tomis vanvolsemorum
Tomis vanvolsemorum es una especie de araña saltarina del género Tomis, familia Salticidae. Fue descrita científicamente por Baert en 2011.
Habita en Ecuador.